# Erik Rennerfelt
Erik Gustav Rennerfelt, född 14 oktober 1906 i Stockholm, död 4 december 1962, var en svensk botaniker. Han var son till Ivar Rennerfelt. 
Efter studentexamen 1925 blev Rennerfelt filosofie magister 1929, filosofie licentiat 1933 och filosofie doktor vid Stockholms högskola 1937. Han utförde forskningsarbeten för Svenska trämasseföreningen 1933–40, var docent och laborator i botanik vid Göteborgs högskola 1937–41, docent i botanik vid Stockholms högskola/universitet 1942–62, i mikrobiologi där 1962 samt laborator i trämykologi och virkesvård vid Skogshögskolan 1962. Han var assistent vid Centralanstalten för försöksväsendet på jordbruksområdet 1929–32 och försöksledare i skogsträdens svampsjukdomar vid Statens skogsforskningsinstitut från 1942. Han utförde undersökningar över svampinfektioner i slipmassa, rötor i skogsträden och träimpregnering. Han blev ledamot av Ingenjörsvetenskapsakademien 1958. Rennerfelt är gravsatt på Solna kyrkogård.